# Vinciane Millereau
Pour les articles homonymes, voir Millereau.
Vinciane Millereau est une actrice française née en 1972.

## Biographie
Vinciane Millereau joue des rôles secondaires dans de nombreux films, téléfilms et séries. À partir de mars 2002, elle est la voix de France 5. Elle prête également sa voix pour des documentaires et des films publicitaires. Elle fait aussi du théâtre, et en 2008 elle réalise son premier court métrage intitulé Barbie Girls.

## Vie privée
Vinciane est la fille de Fabrice Millereau, maire de Beaumont-sur-Oise de 1989 à 2014. Elle est en couple avec l'acteur et scénariste Julien Lambroschini. Ils ont deux enfants.

## Filmographie

### Cinéma
- 1992 : La Belle Histoire de Claude Lelouch
- 1996 : Les Menteurs d'Élie Chouraqui
- 2000 : Le Roman de Lulu de Pierre-Olivier Scotto : le chauffeur de taxi
- 2001 : Grégoire Moulin contre l'humanité : d'Artus de Penguern
- 2004 :
  - Qui perd gagne ! de Laurent Bénégui : une inspectrice de la brigade
  - Commis d'office d'Hannelore Cayre : la juge des libertés
- 2006 :
  - Ma place au soleil d'Éric de Montalier
  - J'invente rien de Michel Leclerc : Irène
- 2009 : Le Bal des actrices de Maïwenn
- 2010 : Elle s'appelait Sarah de Gilles Paquet-Brenner : Nathalie Dufaure
- 2011 :
  - Léa de Bruno Rolland : le professeur de Sciences Po
  - Contre toi de Lola Doillon : Milène
- 2012 : Le Paradis des bêtes d'Estelle Larrivaz : cliente chiot
- 2013 : Une place sur la Terre de Fabienne Godet : Judith Morin
- 2014 :
  - Respire de Mélanie Laurent : Vinciane
  - SMS de Gabriel Julien-Laferrière : Mme Liquasse
- 2016 : Cigarettes et Chocolat chaud de Sophie Reine : la dame des impôts
- 2017 :
  - Sales Gosses de Frédéric Quiring : la pharmacienne
  - Vive la crise ! de Jean-François Davy : la sage-femme
- 2019 : Les Traducteurs de Régis Roinsard : Carole Bauer
- 2021 : Benedetta de Paul Verhoeven : le docteur
- 2022 :
  - Bowling Saturne de Patricia Mazuy : la mère d'Émilie
  - La Très Très Grande Classe de Frédéric Quiring : l'examinatrice

### Télévision
- 1995 : L'Impossible Monsieur Papa de Denys Granier-Deferre
- 1996 : L'enfant de Paloma de Marianne Lamour : Claire
- 1998 :
  - À nous deux la vie, téléfilm  d'Alain Nahum : Sophie de Beaudouin
  - En quête d'identité, téléfilm d'Éric Woreth : Olivia
  - Cellule de crise d'Éric Woreth
  - La Justice de Marion (Les filles de Vincennes) de Thierry Binisti
- 2000 :
  - La Vérité vraie de Fabrice Cazeneuve : Louise
  - Innocent % de Fred Journet et Bernard Shoukroun
- 2002 : La Famille Guérin
- 2003 : Julie Lescaut, épisode 3 saison 12, Soupçons de Pascale Dallet : Sonia
- 2004 :
  - La Nourrice de Renaud Bertrand
  - Alerte, danger immédiat d'Olivier Chavarot
- 2005 : Avocats et Associés, épisode 5 saison 12, Sans interdit
- 2006 :
  - Poison d'avril de William Karel : la secrétaire de la rédaction
  - Le Cocon, débuts à l'hôpital, épisode 2 Anis
  - Turbulences de Nicolas Hourès
  - La Crim', épisode 3 saison 8, Esprit d'entreprise d'Éric Woreth
- 2007 : Versailles, le rêve d'un roi (voix off)
- 2008 :
  - Cellule Identité de Stéphane Kappes : Carole Poranes
  - Comment Albert vit bouger les montagnes d'Harold Vasselin
  - Central Nuit, saison 6, Olivier Barma : Suzanne Vissac
- 2009 : Louis XV, le Soleil noir (voix off)
- 2010 :
  - Profilage, épisode 6 saison 2, Réussir ou mourir de Christophe Lamotte : l'oratrice
  - Les Bleus : Premiers pas dans la police, saison 4 épisode 5 Bijoux de famille d'Olivier Barma : Julie Mercier
- 2011 : Louis XVI, l'homme qui ne voulait pas être roi (voix-off)
- 2012 :
  - Les Petits Meurtres d'Agatha Christie, épisode 11 saison 1, Le couteau sur la nuque : Lucie Frémont
  - Trafics d'Olivier Barma
- 2016 : Dead Landes de François Descraques et François Uzan : Laurence
- 2017 :
  - Meurtres en Auvergne de Thierry Binisti : la Légiste
  - Lebowitz contre Lebowitz, saison 2 épisode 6 Où va le blanc quand la neige fond ? d'Olivier Barma : la juge Dupeyron
- 2018 :
  - Le Temps des égarés de Virginie Sauveur : la juge d'instruction Harel
  - Le Jour où j'ai brûlé mon cœur de Christophe Lamotte : la mère de Tiffany
- 2019 :
  - Munch, saison 3 épisode 4 : Barbara Boileau
  - Osmosis, épisodes 1 et 2, Julius Berg : Daphné
  - Candice Renoir saison 7 épisode 8 Jeux de main, jeux de vilain d'Olivier Barma : Pauline Petit
  - Profilage, saison 10
- 2020 :
  - Le Mensonge de Vincent Garenq
  - Les Rivières pourpres saison 3 épisode 2 Lune noire de Virginie Sauveur : Diane Fontenay
- 2021 :
  - Une mère parfaite de Fred Garson : Claire Carnau
  - Une affaire française de Jérémie Guez : Gilberte Chatel
  - Les Invisibles, saison 1 épisode 6 Garenne d'Axelle Laffont : Noémie
  - J'ai tué mon mari, de Rémy Silk Binisti
- 2023 :
  - L'École des espions d'Elsa Bennett : Hélène Schiapira
  - Des gens bien ordinaires, saisons 2, d'Ovidie
- 2024 : La Peste d'Antoine Garceau : Dr Sarah Diab

### Réalisation
- 2009 : Barbie Girls, court-métrage
- 2025 : C'était mieux demain (long-métrage)

## Théatre
- 1991 : La Femme qui frappe de Stanisław Wyspiański, mise en scène Jean-Pierre Garnier
- 1993 : Les Noces de Stanisław Wyspiański, mise en scène Jean-Pierre Garnier
- 1995 :
  - Le Bouc (Katzelmacher) de Rainer Werner Fassbinder, mise en scène d'Antoine Scotto, Théâtre Mathis
  - Le Meurtre de la princesses juive d'Armando Llamas, mise en scène Michel Didym, Théâtre national populaire
  - Une envie de tuer de Xavier Durringer, mise en scène Thierry de Peretti, Théâtre de la Main d'Or
- 1998 : Sallinger de Bernard-Marie Koltès, mise en scène Thierry de Peretti, Espace des Blancs-Manteaux
- 2001 :
  - Parasites (Parasiten) de Marius von Mayenburg, mise en scène Thierry de Peretti,
  - Mes amis et moi (Me And My Friend) de Gillian  Plowman, mise en scène John Pepper
- 2007 : La dernière nuit d'Hadrien Raccah, mise en scène Anne Bouvier, Manufacture des Abbesses

### Mise en scène
- 2008 : La nouvelle idole d'Hadrien Raccah et John Zera, Espace Rachi - Guy De Rothschild